# Claudio Cinini
Claudio Cinini (Arezzo, 30 marzo 1941) è uno scenografo italiano.

## Biografia
Claudio Cinini ha cominciato la sua carriera cinematografica come arredatore, e poi e passato alla scenografia. Ha lavorato prevalentemente con il regista Bruno Corbucci (11 film). Complessivamente ha partecipato a oltre 45 film italiani ed internazionali.

## Filmografia
- Il mistero dell'ombra, regia di Sergio Grieco (1967)
- Come rubare la corona d'Inghilterra, regia di Sergio Grieco (1967)
- Vado... l'ammazzo e torno, regia di Enzo G. Castellari (1967)
- La feldmarescialla, regia di Steno (1967)
- El "Che" Guevara, regia di Paolo Heusch (1968)
- Il pistolero dell'Ave Maria, regia di Ferdinando Baldi (1969)
- Giornata nera per l'ariete, regia di Luigi Bazzoni (1971)
- La banda J. & S. - Cronaca criminale del Far West, regia di Sergio Corbucci (1972)
- Mio caro assassino, regia di Tonino Valerii (1972)
- Sepolta viva, regia di Aldo Lado (1973)
- Le monache di Sant'Arcangelo , regia di Domenico Paolella (1973)
- Una vita lunga un giorno, regia di Ferdinando Baldi (1973)
- Brigitte, Laura, Ursula, Monica, Raquel, Litz, Maria, Florinda, Barbara, Claudia e Sofia, le chiamo tutte "anima mia", regia di Mauro Ivaldi (1974)
- La mazurka del barone, della santa e del fico fiorone, regia di Pupi Avati (1975)
- La donna della domenica, regia di Luigi Comencini (1975)
- Squadra antiscippo, regia di Bruno Corbucci (1976)
- L'affittacamere, regia di Mariano Laurenti (1976)
- Poliziotto sprint, regia di Stelvio Massi (1977)
- Squadra antitruffa, regia di Bruno Corbucci (1977)
- Messalina, Messalina!, regia di Bruno Corbucci (1977)
- Squadra antimafia, regia di Bruno Corbucci (1978)
- Il commissario di ferro, regia di Stelvio Massi (1978)
- Tutto suo padre, regia di Maurizio Lucidi (1978)
- Il mondo porno di due sorelle, regia di Franco Rossetti (1979)
- Assassinio sul Tevere, regia di Bruno Corbucci (1979)
- Action, regia di Tinto Brass (1980)
- Maschio, femmina, fiore, frutto, regia di Ruggero Miti (1979)
- Il ficcanaso, regia di Bruno Corbucci (1980)
- Delitto a Porta Romana, regia di Bruno Corbucci (1980)
- Una vacanza del cactus, regia di Mariano Laurenti (1981)
- La settimana al mare, regia di Mariano Laurenti (1981)
- Car Crash, regia di Antonio Margheriti (1981)
- Ciao nemico, regia di Enzo Barboni (1982)
- W la foca, regia di Nando Cicero (1982)
- Cicciabomba, regia di Umberto Lenzi (1982)
- Delitto sull'autostrada, regia di Bruno Corbucci (1982)
- Viuuulentemente mia, regia di Carlo Vanzina (1982)
- Guapparia, regia di Stelvio Massi (1984)
- Delitto in Formula Uno, regia di Bruno Corbucci (1984)
- Delitto al Blue Gay, regia di Bruno Corbucci (1984)
- Inferno in diretta, regia di Ruggero Deodato (1985)
- Le volpi della notte, regia di Bruno Corbucci (1986)
- Profumo, regia di Giuliana Gamba (1987)
- Delta Force Commando, regia di Pierluigi Ciriaci (1988)
- Quando ancora non c'erano i Beatles, regia di Marcello Aliprandi – miniserie TV (1988)
- Oceano – miniserie televisiva (1989)
- Casablanca Express, regia di Sergio Martino (1989)
- La cintura, regia di Giuliana Gamba (1990)
- La villa del venerdì, regia di Mauro Bolognini (1991)
- Ostinato destino, regia di Gianfranco Albano (1992)